# واودبریر
واودبریر (به فرانسوی: Vaudebarrier) یک کمون در فرانسه است که در بورگوین واقع شده‌است.

## خصوصیات
واودبریر ۸ کیلومترمربع مساحت و ۲۷۱ نفر جمعیت دارد و ۳۰۷ متر بالاتر از سطح دریا واقع شده‌است.